# Drużynowy Puchar Świata w tenisie ziemnym

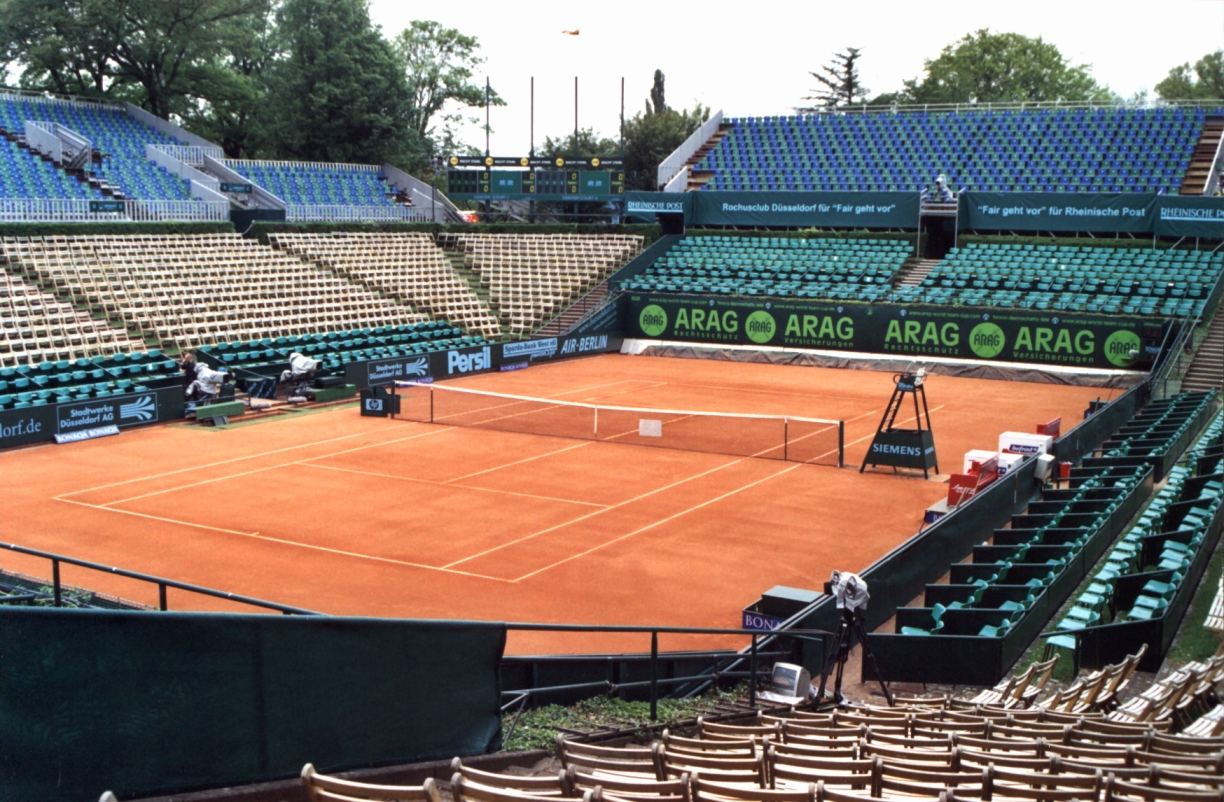
Kort centralny Rochusclub w Düsseldorfie

Drużynowy Puchar Świata (Power Horse World Team Cup) – męski turniej tenisowy zaliczany do cyklu ATP World Tour, rozgrywany w latach 1978–2012 na kortach ziemnych w niemieckim Düsseldorfie.
Rywalizacja toczyła się między ośmioma męskimi reprezentacjami narodowymi. Zespoły były podzielone na dwie grupy, w których rywalizowały systemem "każdy z każdym". Zwycięzcy grup spotykali się w meczu finałowym. Mecz składał się z dwóch pojedynków w grze pojedynczej oraz jednego w grze podwójnej. 
Do turnieju zapraszane były reprezentacje na podstawie końcowego rankingu najlepszych graczy w roku poprzedzającym; ponadto w dyspozycji gospodarzy znajdowała się tzw. "dzika karta", specjalne zaproszenie dla drużyny sklasyfikowanej niżej.
Począwszy od 2013 roku zmieniono organizację rozgrywek i przyznano kategorię ATP World Tour 250. Zmieniono również nazwę zawodów na Power Horse Cup.

## Zwycięzcy
- 1978 Hiszpania – Manuel Orantes, José Higueras
- 1979 Australia – Kim Warwick, John Alexander, Phil Dent
- 1980 Argentyna – José Luis Clerc, Guillermo Vilas, Carlos Gattiker
- 1981 Czechosłowacja – Ivan Lendl, Tomáš Šmíd, Pavel Složil, kapitan Pavel Korda
- 1982 USA – Eliot Teltscher, Gene Mayer, Sherwood Stewart
- 1983 Hiszpania – Angel Giménez, Manuel Orantes, José Higueras, Fernando Luna
- 1984 USA – Peter Fleming, John McEnroe, Jimmy Arias
- 1985 USA – John McEnroe, Jimmy Connors, Ken Flach, Robert Seguso
- 1986 Francja – Guy Forget, Henri Leconte, Thierry Tulasne, Eric Deblicker
- 1987 Czechosłowacja – Tomáš Šmíd, Milan Šrejber, Miloslav Mečíř, František Pála
- 1988 Szwecja – Stefan Edberg, Anders Järryd, Kent Carlsson, kapitan Carl Hageskog
- 1989 Niemcy – Boris Becker, Patrik Kühnen, Eric Jelen, Carl-Uwe Steeb, kapitan Niki Pilić (Chorwat)
- 1990 Jugosławia – Goran Prpić, Goran Ivanišević, Slobodan Živojinović
- 1991 Szwecja – Jonas Svensson, Magnus Gustafsson, Stefan Edberg, kapitan Tony Pickard (Anglik)
- 1992 Hiszpania – Sergi Bruguera, Emilio Sánchez, Sergio Casal, kapitan Luis Bruguera
- 1993 USA – Patrick McEnroe, Richey Reneberg, Pete Sampras, Michael Chang, kapitan Tom Gorman
- 1994 Niemcy – Michael Stich, Bernd Karbacher, Patrik Kühnen, Karsten Braasch, kapitan Niki Pilić
- 1995 Szwecja – Jonas Björkman, Magnus Larsson, Stefan Edberg, Jan Apell, kapitan Carl Hageskog
- 1996 Szwajcaria – Jakob Hlasek, Marc Rosset, Lorenzo Manta, kapitan Stefan Oberer
- 1997 Hiszpania – Albert Costa, Francisco Roig, Félix Mantilla, Tomás Carbonell
- 1998 Niemcy – Tommy Haas, Nicolas Kiefer, David Prinosil, Carl-Uwe Steeb, Boris Becker
- 1999 Australia – Mark Philippoussis, Patrick Rafter, Sandon Stolle, Pat Cash, kapitan Tony Roche
- 2000 Słowacja – Dominik Hrbatý, Karol Kučera, Ján Krošlák, kapitan Miloslav Mečíř
- 2001 Australia – Scott Draper, Wayne Arthurs, Patrick Rafter, Lleyton Hewitt, kapitan Darren Cahill
- 2002 Argentyna – José Acasuso, Guillermo Cañas, Lucas Arnold Ker, Gastón Etlis
- 2003 Chile – Fernando González, Nicolás Massú, Marcelo Ríos, kapitan Horacio de la Peña (Argentyńczyk)
- 2004 Chile – Fernando González, Nicolás Massú, Adrián García, kapitan Horacio de la Peña (Argentyńczyk)
- 2005 Niemcy – Tommy Haas, Nicolas Kiefer, Florian Mayer, Alexander Waske, kapitan Patrik Kühnen
- 2006 Chorwacja – Mario Ančić, Ivo Karlović, Ivan Ljubičić, kapitan Riccardo Piatti (Włoch)
- 2007 Argentyna – José Acasuso, Agustín Calleri, Juan Ignacio Chela, Sebastián Prieto, kapitan Daniel Orsanic
- 2008 Szwecja – Robin Söderling, Thomas Johansson, Robert Lindstedt, kapitan Peter Carlsson
- 2009 Serbia – Janko Tipsarević, Viktor Troicki, Nenad Zimonjić
- 2010 Argentyna – Juan Mónaco, Eduardo Schwank, Diego Veronelli, Horacio Zeballos
- 2011 Niemcy – Florian Mayer, Philipp Kohlschreiber, Christopher Kas, Philipp Petzschner
- 2012 Serbia – Janko Tipsarević, Viktor Troicki, Nenad Zimonjić, Miki Janković